# Synischia hectica
Synischia hectica es una especie de crustáceo isópodo marino de la familia Idoteidae.

## Distribución geográfica
Se distribuye por el Atlántico nororiental y el mar Mediterráneo.